# ورزشگاه مک‌کی

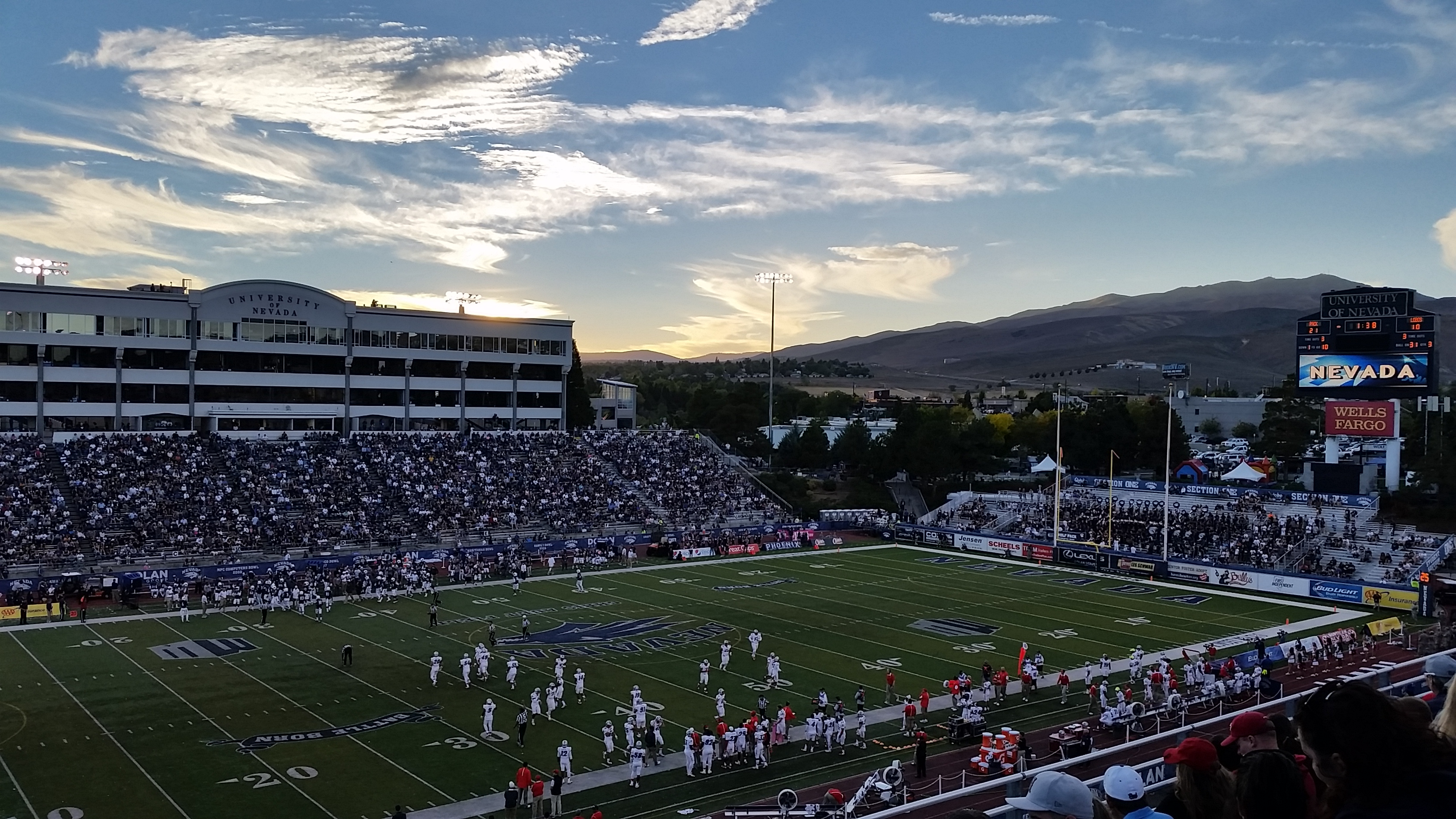
نمایی از ورزشگاه مک‌کی - اکتبر ۲۰۱۵

ورزشگاه مک‌کی (به انگلیسی: Mackay Stadium) با ظرفیت ۲۹٬۹۹۳ نفر در شهر رینو ایالت نوادا واقع شده‌است. این ورزشگاه در تاریخ ۱۹۶۶ تأسیس شد و دارای زمین چمن مصنوعی می‌باشد.